# Hr. Ms. Java
Lo Hr. Ms. Java fu un incrociatore leggero della Koninklijke Marine olandese, prima unità dell'omonima classe, entrato in servizio nel maggio del 1925; partecipò alla seconda guerra mondiale sul fronte delle Indie olandesi, finendo affondato il 27 febbraio 1942 da unità navali giapponesi durante la battaglia del Mare di Giava.

## Storia
Impostata il 31 maggio 1916 nei cantieri Koninklijke Maatschappij de Schelde di Flessinga, la nave venne varata il 6 agosto 1921 con il nome di Java in onore dell'omonima isola delle Indie Orientali Olandesi; l'unità entrò poi in servizio il 1º maggio 1925. Il 4 dicembre 1928 il Java partecipò a Yokohama alla parata navale internazionale in onore dell'incoronazione del nuovo imperatore del Giappone Hirohito; dopo un periodo di servizio nelle acque di casa, nel 1937 fu sottoposto a estesi lavori di modernizzazione nei cantieri di Den Helder, durante i quali venne aggiunta un'ulteriore batteria antiaerea di 4 cannoni Bofors 40 mm e un sistema di controllo del fuoco migliorato.
Il 4 maggio 1938 la nave fu inviata a unirsi alla squadra navale olandese distaccata a protezione delle Indie orientali; il 10 maggio 1940, dopo l'invasione tedesca dei Paesi Bassi, l'incrociatore partecipò alle missioni di cattura dei mercantili germanici presenti nelle acque delle Indie olandesi, catturando tre mercantili nel porto di Padang. L'8 dicembre 1941, giorno della dichiarazione di guerra del Giappone alle nazioni Alleate, il Java si trovava a Singapore per collaborare con le locali unità navali britanniche alla scorta dei convogli mercantili nelle acque del sud-est asiatico. Assegnata alla squadra navale dell'ABDA Command, il 15 febbraio 1942 l'unità subì un attacco aereo giapponese al largo di Sumatra senza tuttavia riportare danni; rientrata a Tjilatjap, il 18 febbraio seguente ne ripartì assieme all'incrociatore Hr. Ms. De Ruyter e a tre cacciatorpediniere per tentare di intercettare le unità da trasporto giapponesi intente a sbarcare truppe sull'isola di Bali: l'azione sfociò nella cosiddetta battaglia dello Stretto di Badung, durante la quale il Java scambiò colpi con i cacciatorpediniere giapponesi Asashio e Oshio riuscendo anche a danneggiare la nave da trasporto Sasago Maru.
Rientrata a Sorebaja il 20 febbraio, la nave ripartì la mattina del 27 febbraio insieme al resto della squadra navale dell'ABDA, nel tentativo di intercettare la forza d'invasione giapponese diretta a Giava. L'unità fu così coinvolta negli eventi della battaglia del Mare di Giava, scontrandosi con una superiore forza giapponese capitanata dagli incrociatori pesanti Nachi e Haguro: intorno alle 23:32 l'incrociatore fu colpito a mezzanave da un siluro Type 93 lanciato dal Nachi, il quale provocò la detonazione del deposito delle munizioni e un forte sbandamento sul lato di babordo; la nave affondò verso le 23:45 nella posizione 06° 00' S, 112° 05' E, portando con sé 526 membri dell'equipaggio (tra cui il comandante, capitano di vascello Philippus Bernardus Maria van Straelen) e lasciando solo 43 superstiti.
Il 1º dicembre 2002 una spedizione oceanografica rinvenne il relitto del Java nel punto dove affondò, a una profondità di 69 metri appoggiato sul lato di tribordo.